# 松尾千秋
松尾 千秋（まつお ちあき、1930年〈昭和5年〉5月21日-）は、日本の弁護士。1953年3月、中央大学法学部卒業。新しい歴史教科書をつくる会の長崎支部長、日本会議の長崎副会長、統一協会系組織の日韓トンネル研究会の参与を務めていた。

## 人物
2007年4月に発生した長崎市長射殺事件の銃撃犯と30年来の付き合いがあり、私選弁護人を務めたことがある。また、市道工事現場での事故をめぐり、同容疑者から市側を告訴する相談を受けていたことを明らかにしている。